# سحبان وائل
سَحبان وائل (؟ -۶۷۴م) خطیب عرب بود که به او در فصاحت مثل می‌زنند. هر دو دورهٔ پیش و پس از اسلام را درک کرد (مُخَضرم) و مدتی نزد معاویه بود. سعدی در گلستان او را در فصاحت بی‌نظیر نامیده «به حکم آنکه سالی بر سر جمع سخن گفتی لفظی مکرر نکردی»
سعدی در «نیایش خداوند» در سرآغاز بوستان می‌گوید:
| توان در بلاغت به سحبان رسید |  | نه در کنه بی‌چون سبحان رسید |